# 肩をすくめるアトラス
『肩をすくめるアトラス』（かたをすくめるアトラス、原題: Atlas Shrugged）は、1957年のアイン・ランドの4作目の小説である。ランドの最長にして最後の小説であり、ランドが自身の手がけたフィクションの中で最高傑作と見なしていた作品である。サイエンス・フィクション、ミステリ、及び恋愛小説の要素を含んでおり、自身の思想「オブジェクティビズム」について、ランドのフィクション作品の中では最も詳しく述べている。
この小説では、成功した産業家を攻撃する様々な規制の制定を受け、多くの傑出した産業家たちが財産や国を捨てた結果、社会に不可欠な諸産業が崩壊していくディストピア的なアメリカ合衆国が描かれている。タイトルの「アトラス」とは、ギリシア神話に登場する天空を肩に乗せて支える巨人アトラースであり、傑出した能力で世界を支える諸個人を含意している。このタイトルの意味は、登場人物フランシスコ・ダンコニアとハンク・リアーデンの会話で明らかになる。ダンコニアはリアーデンに「もし努力すればするほど世界が肩に重くのしかかってくるアトラスに出会ったら、どうしろと言うか？」と尋ねる。リアーデンが答えれずにいると、ダンコニアは「自分なら肩をすくめろと言う」と言う。
本作品のテーマは、ランドによれば「人間の存在に果たす頭脳の役割」だという。ランドが「オブジェクティビズム」を確立する元になった多くの思想的テーマが考究されている。こうした考究の中で、理性、個人主義、資本主義が擁護され、政府による強制の問題点が浮彫りにされる。
1957年の出版当時、本作品には多くの否定的なレビューが書かれたが、本作品の人気と売れ行きはその後何十年にも渡り衰えていない。

## 歴史

### 執筆の背景と経過
ランドがこの小説を執筆した目的は、彼女によれば「この世界が主導者たち（prime movers）をどれほど必要としており、かつこの世界が彼らをどれほど酷く扱っているかを示す」ことであり「もし彼らがいなくなったら世界はどうなってしまうのか」を描くことであった。作品の核になる構想は、ランドが1943年に友人と電話で交わした、ある会話の後に着想された。この友人が、ランドは自分の哲学に関するフィクションを書く義務を読者に負っていると主張した時、ランドは「私がストライキをしたらどうなる?世界中の創造的な人々がストライキをしたらどうなる？」と答えた。ここからランドは、もし知識層の人々が発明、技芸、ビジネス上のリーダーシップ、科学的研究、新しいアイデアなどを提供することを拒否するストライキを起こしたら、どのような結果になるかを掘り下げることにより、合理的利己の道徳性（morality of rational self-interest）を描く本作品の執筆に着手した。執筆中は『ストライキ（The Strike）』という仮タイトルが付けられていた。しかしランドは、このタイトルが本作品に組み込まれた謎解きの答えをあらかじめ明かしてしまうと考えていた。このため、それまである章のタイトルだった「Atlas Shrugged」を作品全体のタイトルにすることを夫から提案された時、喜んでこの提案を受け入れた。

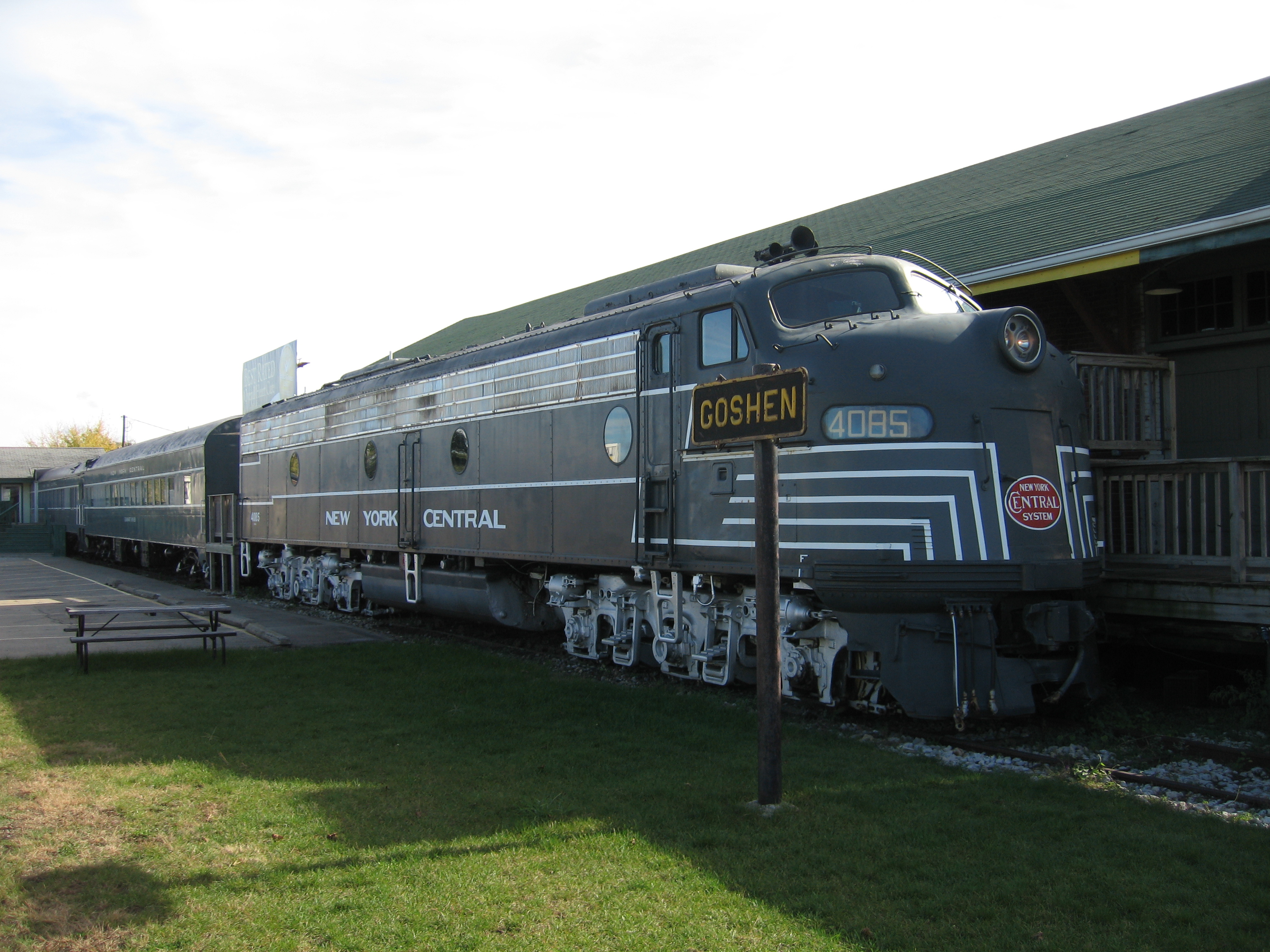
ランドは『肩をすくめるアトラス』執筆のためニューヨーク・セントラル鉄道を取材した。

ランドは『肩をすくめるアトラス』執筆のため、アメリカの鉄道業界を取材した。また、以前依頼された（ただし実現しなかった）原子爆弾の開発を題材にした映画脚本の執筆のために行った、ロバート・オッペンハイマーへのインタビューなども、本作品の登場人物ロバート・スタッドラー博士や秘密兵器「プロジェクトX」開発の描写に活かされている。ランドは本作品の舞台をより深く調査するため、カイザー・スチールの製鉄所など、多くの産業施設を訪問し見学した。ニューヨーク・セントラル鉄道の機関車にも乗り、「20世紀特急」号の機関車の運転まで体験した（機関車を運転した際に「私以外の誰もレバーに触れていなかった」と誇らしく報告している）。
ランド自身が文学的に影響を受けたと認める作家には、ヴィクトル・ユーゴー、フョードル・ドストエフスキー、エドモン・ロスタン、オー・ヘンリーなどがいる。また本作品は、ガレット・ギャレットの小説『ドライバー』（The Driver、1922年）の類似性がジャスティン・レイモンドによって指摘されている。『ドライバー』にはヘンリー・ゴールトという名前の理想化された産業家が登場する。ヘンリー・ゴールトは大陸横断鉄道のオーナーで、政府や社会主義と戦い、世界を向上させようとしている。この指摘に対し、クリス・マシュー・シャバラは「ランドが『ドライバー』を剽窃したというレイモンドの主張は成立しない」と述べている。ステファン・キンセラは、ランドがギャレットの影響を受けたという推測に疑問を表明している。作家のブルース・ラムジーは「『ドライバー』と『肩をすくめるアトラス』は、共に不況期における鉄道経営を扱っており、アメリカが不況から抜け出す方法として資本主義的な方法を提示しているが、両作品のプロット、登場人物、トーン、テーマは非常に異なっている」と指摘している。
『肩をすくめるアトラス』は、ランドが最後に完成させたフィクション作品である。この作品は、ランドが小説家としてのキャリアを終え、大衆思想家として歩み始める転換点になった。

### 出版の経緯
小説『水源』（The Fountainhead、1943年）が商業的に成功していたため『肩をすくめるアトラス』の出版を希望する出版社は難なく集まった。この点は、出版にも苦労したそれまでの小説とは対照的だった。既に執筆を始める前から、次の小説に関心を持つ複数の出版社が、ランドにアプローチしていた。ただし『水源』を出版したボブスメリル社との契約により、次回作の出版に関する最初の選択権は同社に与えられていた。部分的に完成した『肩をすくめるアトラス』の原稿を読んだボブスメリル社は、ランドに数々の削除と変更を要求した。ランドがボブスメリル社の要求を受け入れなかったため、同社は『肩をすくめるアトラス』の出版を辞退した。
ランドが気に入っていた元ボブスメリル社の編集者、ハイラム・ヘイデンは、当時勤務していたランダムハウス社を、次回作の版元として検討してほしいとランドに頼んだ。最初にランダムハウス社は、物議をかもすであろう小説を出版する難しさについて、ランドと話し合った。この話し合いの過程で、同社のベネット・サーフ社長は、ランドの次回作を最も上手くプロモーションできる出版社を見極めるために、複数の出版社に原稿を提出して反応を見ることをランドに提案した。ランドはこの大胆な提案に感銘を受け、ランダムハウス社との話し合い全体にも感銘を受けた。次回作の出版に関心を示した十数社の中から、他に数社と話し合った後、ランドは複数の出版社への原稿提出は不要と判断した。ランドは原稿をランダムハウス社に提出した。提出された部分を読んだサーフ社長は、本作は傑作であると言明し、ランドに契約書を提示した。作品の出版を上層部も熱望しているように見える出版社と仕事をするのは、ランドにとって初めての経験だった。
ランダムハウス社は本作品を1957年10月10日に出版した。初刷は10万部だった。1959年7月には最初のペーパーバック版がニューアメリカン・ライブラリー社から出版され、初刷は15万部だった 。1992年には35周年記念版がE.P.ダットン社から出版され、ランドの遺産相続人のレナード・ピーコフが序文を書いた。
本作品は、アラビア語、ブルガリア語、中国語、デンマーク語、オランダ語、フランス語、ドイツ語、ヘブライ語、アイスランド語、イタリア語、日本語、マラーティー語、モンゴル語、ポーランド語、ポルトガル語、ロシア語、スペイン語、スロバキア語、スウェーデン語、トルコ語を含む多数の言語に翻訳された。

## 概要

### 舞台
『肩をすくめるアトラス』は、特定されないある時代の、ディストピア的なアメリカ合衆国を舞台にしている。そこでは連邦議会（Congress）の代わりに「国民立法府（National Legislature）」が置かれ、大統領（President）の代わりに「元首（Head of State）」がいる。作家のエドワード・ヤンキンスは、「この物語は、前時代的であると同時に時代を超越した描かれ方をしている。産業組織の様式は、1800年代後半を思わせる。雰囲気は1930年代の大恐慌時代に近い。社会的な慣習と技術の水準は、1950年代を思い出させる」と述べている。20世紀の技術が数多く登場し、鉄鋼業と鉄道業が重要産業になっている。ジェット機が比較的新しい技術として描かれ、テレビはラジオほど大きな影響を持たない。他の多くの国への言及がある中、ソビエト連邦、第二次世界大戦、冷戦等への言及はない。ヨーロッパおよび南アメリカの「人民国家」への言及から、世界中の国々がマルクス主義国家化されているらしいことが示唆される。登場人物たちはこれら「人民国家」におけるビジネスの国有化に言及し、アメリカにおけるビジネスの国有化にも言及する。作品中の時代における「混合経済」が、失われた黄金時代として振り返られる19世紀アメリカの「純粋な」資本主義と、しばしば対比される。

### 構成
本作品は3部から成り、それぞれの部が10章で構成される。ロバート・ジェームズ・ビディノットは、「各部、各章のタイトルが、重層的な意味を示唆している。たとえば各部のタイトルは、アリストテレスの論理的推論の法則に敬意を表して付けられている。第1部のタイトルは『非矛盾（Non-Contradiction）』、第2部は『二者択一（Either-Or）』、第3部は『AはAである（A Is A）』であり、これらはアリストテレスの同一律から取られている」と指摘している。

### あらすじ
主人公のダグニー・タッガートは、曾祖父が創業したタッガート大陸横断鉄道の、業務取締役副社長である。冒頭、ダグニーは、会社を集産主義や国家統制主義から守ろうと奮闘する。彼女の兄で社長のジェイムズ・タッガートは、会社が直面する数々の問題に薄々気づいているようだが、不合理な決定を繰り返している。たとえばジェイムズは、会社にとって死活的に重要なレールを、納期も仕様も守り低価格で納品してきたリアーデン・スチール（社長：ハンク・リアーデン）ではなく、高価格な上に納品を遅らせ続けている共同製鉄（社長：オルレン・ボイル）から調達したがる。ダグニーは、自分自身の方針に従い決定を下し続ける。ダグニーの幼なじみで最初の恋人であるフランシスコ・ダンコニアは、彼の一族が代々経営してきた国際的な銅山会社を、理由もなく破壊しているように見える。ダグニーは、フランシスコの行動に失望している。
たたき上げの鉄鋼王であるハンク・リアーデンは、世界で最も信頼性の高い合金、リアーデン・メタルを開発した。ハンクは、リアーデン・メタルの組成を秘密にしていた。このため、競争相手たちから激しく嫉妬されている。リアーデン・メタルを使おうとしたダグニーには、激しい圧力が掛かる。しかしダグニーはこの圧力をはねのける。ハンクの職業生活は、妻や母や弟に対する義務の感情によって、しばしば妨害される。ダグニーは、かつてハンクのために働いていながらハンクを裏切ったロビイスト、ウェスリー・ムーチとの面識を得る。やがてダグニーは、実業界の傑出したリーダーたちが次々に失踪していることに気づく。リーダーを失った企業は、次々に崩壊していく。ワイアット石油の創業社長のエリス・ワイアットも、突然行方をくらました。あとには原油と炎を虚しく吹き上げる巨大な油井が残された。残された油井が吹き上げる炎を、人々は「ワイアットのトーチ」と呼んだ。政治家たちは、失踪したリーダーたちを必死で捜索した。だが彼らの行方はわからないままだった。経済が悪化し、成功している企業に対する政府の統制が強まるにつれて、「ジョン・ゴールトって誰？（Who is John Galt?）」という決まり文句がはやり始めた。人々は、答えのわからない疑問に直面するたびに「ジョン・ゴールトって誰？」と口にするようになった。人々はこの決まり文句を、暗に「大事なことは質問するな、答えはないのだから」と述べるために使った。あるいはもっと広く、「要するに？」、「だから何なんだ？」といった意味でも使った。
ハンク・リアーデンとダグニー・タッガートは、「ジョン・ゴールト線」と名付けた鉄道でリアーデン・メタルの信頼性を証明した後、肉体関係を持つようになる。その後ハンクとダグニーは、廃棄された工場の廃墟で、大気中の静電気を運動エネルギーに変換するモーターの、未完成試作を発見する。彼らはこのモーターの発明者を探し始める。調査の過程で、ダグニーがある科学者を追いかけて「ゴールト峡谷」にたどり着いた時、ビジネス・リーダーたちの失踪理由がついに明らかになる。そこではジョン・ゴールトという人物が、政府に対するビジネス・リーダーたちの「ストライキ」を組織していた。
タッガート大陸横断鉄道を見捨てる気になれなかったダグニーは、ゴールト峡谷を後にし、ニューヨーク市に戻る。ダグニーを陰で見守るため、ゴールトもニューヨークに向かう。ゴールトは、国家元首が全国民に向けて演説するラジオ放送を乗っ取り、長時間の（原語初版で70ページに及ぶ）演説をする。この演説でゴールトは、本作品の主題であるランドのオブジェクティビズムについて説く。政府の崩壊が進み、ゴールトは逮捕されるが、彼の仲間たちによって救出される。その時ニューヨーク市から電気が失われる。彼らが世界を再編成するとゴールトが宣言したところで、本作品が終わる。

## 主題

### 思想
『肩をすくめるアトラス』では、ランドが唱導する倫理的エゴイズムである「合理的利己主義」が、ドラマ形式で表現されている。ランドの合理的利己主義においては、合理性、正義、自立、一貫性、生産性、自尊心といった主要な美徳はすべて、理性を人間の基本的生存手段として適用したものである。ランドの小説の登場人物は、この世で生きることや働くことに関する様々な思想的立場に対する、ランドの見方の化身であることが多い。ロバート・ジェームズ・ビディノットは、「『作品に深みと真実味を与えるには、登場人物は、我々が日常生活で出会う、日常的な会話をし、日常的な価値を追求する人々の自然主義的な模写でなければならない』とする文芸界で支配的な考えを、ランドは拒絶した」と述べている。ランド自身は、「私が描く登場人物は、象徴ではない。読者の肉眼よりも鋭い焦点を当てて観察した、現実の人間である。〔中略〕現実の人間が持つ特定の諸属性に、一般的な人々よりも鋭く、一貫した焦点を当てて描いたのが、私の小説の登場人物である」と述べている。
プロット上、社会にとって産業家が重要であることが言明され、マルクス主義および労働価値説との鋭い対立が明示されるだけでなく、こうした明示的な対立が、プロットや登場人物のセリフを通じて、より幅広い思想的結論を暗示するためにも利用されている。ファシズム、社会主義、共産主義など、社会に対するあらゆる国家的介入が、豊かな人々が苦労して得た富に貧しい人々が「寄生する」ことを許す仕組みとして、諷刺的に描かれている。ランドは、個人が生み出す成果は純粋にその人物の能力の関数であり、どんな個人でも能力と知性があれば逆境を克服できると主張している。

### 犠牲者の承認
レナード・ピーコフは「犠牲者の承認」を、「善人が進んで悪人の犠牲になることであり、価値を創造する『罪』を犯したことと引き換えに、進んで犠牲者の役割を引き受けること」と定義している。『肩をすくめるアトラス』全体を通じて、多くの登場人物がこのような犠牲者になる。たとえばハンク・リアーデンは、家族から敵意を受けながら家族を支える義務に縛られる。登場人物のダン・コンウェイは、「たぶん誰かが犠牲にならねばならんのだろう。それがたまたま自分だったからって文句を言う権利は俺にはないよ」と言う。ジョン・ゴールトはこの原理をさらに詳しく、「悪は無能であり、それが持つ力は、われわれがゆすり取られるのを許した力だけだ」「敵は無能であり〔中略〕それが勝利するための唯一の武器は進んで役立とうとする善良な人間の心だった」と説明している。

### 政府とビジネス
理想的な政府に関するランドの見解は、ジョン・ゴールトの「我々がうちたてる政治制度は一つの道徳的前提に集約される。それは、何人も力に訴えて他人から価値を奪ってはならないということだ」「いかなる権利も、人が権利を現実におきかえる権利 ― 考え、働き、その成果を保持すること ― すなわち財産権なくしては存在しえない」というセリフに表現されている。ゴールト自身も、自由放任資本主義的な生き方をしている。
『肩をすくめるアトラス』の世界では、生産性ある自立した組織が成功を理由に社会から敵視されるようになった時、社会が停滞し始める。これは、ランドが1964年に雑誌「プレイボーイ（Playboy）」のインタビューで述べたことと一致する。このインタビューでランドは、「今日の私たちの社会は、資本主義社会ではなく、自由と統制の混合経済です。この社会は、現在支配的な潮流では、独裁に向かっています。『肩をすくめるアトラス』で描かれた政策は、社会が独裁の段階に達した時に実行されます。もしこのようなが起きたら、その時こそストライキに入るべきです。それまでは違います」と述べている。
本作品では、公共選択論に関わるテーマも扱われている。たとえば本作品では、表向きは公共の利益を目的としながら、実際には特別利益団体や政府機関の短期的な利益を目的とした法案（「共食い防止協定」や「機会均等化法案」のように）を通過させるために、利他的な言葉が使われる様子が描かれている。

### 所有権と個人主義
ランドの作品では、しばしばヒーローたちが、自分たちの労働によって得られた利益の分け前を要求する「寄生者」、「横領者」、「たかり屋」たちと対立する。エドワード・ヤンキンスは、「（『肩をすくめるアトラス』は）人類社会を分ける2つの階級、すなわち横領者と非横領者の闘争の最終ステージに関する黙示録的ビジョンである。横領者とは、高課税、大労組、国有、財政支出、国家計画、規制、再配分の支持者たちである」と述べている。
ランドの作品中の「横領者」とは、暴力の行使を暗黙のうちに示唆することによって（「銃口を突きつけて」）他人の所得を押収する、官僚や政府職員である。たとえば、ある州の飢えた州民に食べさせるために、別の州の州民の種籾を押収する公務員がいる。あるいは、鉄道の物資を違法に売却して利益を得るなど、政策を食い物にする公務員もいる。いずれの公務員も、他人が「生産した」あるいは「稼いだ」財を、強制力を用いて取り上げている。
ランドの作品中の「たかり屋」とは、自分で価値を生み出せず、困窮した人々になり代わって他人に要求をつきつけ、自分が依存している有能な人々を恨み、政府による「合法的」没収をあと押ししながら、「道徳的権利」に訴える人々である。
登場人物のフランシスコ・ダンコニアは、「横領者」の役割を、金銭との関連で次のように指摘している。

「ではあなたがたは、金（かね）は諸悪の根源だとお考えなのですね？〔中略〕お金の根底にあるのが何かを考えたことがありますか？　お金は生産された商品と生産する人間なくしては存在しえない交換の手段です。お金は、取引を望む人間は交換によって取引し、価値のあるものを受け取るには価値のあるものを与えなければならないという原則を形にしたものです。お金はあなたの商品を泣きながらねだるたかり屋や、力ずくで奪う横領者の道具ではありません。お金は生産する人間がいてはじめて機能するのです。これが、あなたがたが諸悪の根源と考えるもののことでしょうか？〔中略〕涙で海を満たしても、世界の銃をかき集めても、財布の中の紙切れを明日をしのぐパンに変えることはできません。〔中略〕破壊者が現れるとき、かれらは真っ先にお金を破壊します。というのもお金は人間の護身手段であり、道徳的生存の基盤だからです。破壊者は金（きん）を押収し、その所有者にまがいものたる紙幣の山も残します。これがあらゆる客観的基準をそこない、任意に価値基準を定める独断的な権力に人々を引き渡すのです。〔中略〕紙幣は、富を生み出すことを求められた人間に向けられた銃によって裏書された、存在しない富の抵当証書です。紙幣は法律にのっとって横領をおこなうたかり屋が、自分のものではない口座から、犠牲者の美徳につけこんで振り出した小切手なのです。それが不払いになって戻ってくる日に用心しなさい。『残高不足』としるされて」

## ジャンル
本作品は、ミステリ、恋愛小説、サイエンス・フィクションの要素を含んでいる。ランド自身は、『肩をすくめるアトラス』は「人間の肉体の殺害ではなく、人間の精神の殺害 -- そして再生 -- をめぐる」ミステリ小説だと述べている。ただし、映画プロデューサーのアルバート・S・ラディーに、ラブストーリーに焦点を当てた映画化が可能かどうか尋ねられた時、ランドは同意し、「それがあの作品のすべてです（That's all it ever was）」と答えたと報告されている。
科学技術の進歩を先取りした様々な装置が登場するため、本作品をサイエンス・フィクションに分類する評者もいる。作家のジェフ・リンゲンバッハは、本作品のストーリー展開を推進する3つの発明として、ゴールトのモーター、リアーデン・メタル、および音響兵器プロジェクトXを挙げている。他に登場する架空の技術としては、ゴールト峡谷を隠す「屈折光線」、高度な電流拷問装置（フェリス説得機）、音声ドア錠（峡谷の発電所）、手のひら認証錠と、錠が破られると室内の物をすべて音もなく粉塵に変える装置（ゴールトのニューヨーク研究所）、世界規模でラジオ放送を乗っ取る技術などがある。リンゲンバッハは、「科学に関するランドの全体的なメッセージは明らかだろう。すなわち、人間生活および人間社会における科学の役割は、技術的な進歩とこれに伴う人間生活の質の向上を可能にする知識を提供することだが、科学がこうした役割を果たせるのは、人々が自分のビジネスを、自分の判断に従って自由に営める社会に限られる、というのがそれである」と補足している。サイエンス・フィクション史家のジョン・J・ピアースは、本作品をサイエンス・フィクションの「少なくとも境界例ではある」「恋愛サスペンス小説」と評している。

## 反響

### 売れ行き
『肩をすくめるアトラス』は、出版から3日後に「ニューヨーク・タイムズ」（The New York Times）紙のベストセラー・リストに13位で初登場した。以後22週間連続でベストセラー・リストに掲載され続け、最高は1957年12月8日付の3位だった。売れ行きは1960年代を通じて好調を維持し、以降も衰えなかった。累計販売部数は1984年までに5百万部を超えた。
2007年の金融危機後、『肩をすくめるアトラス』の売れ行きは増大した。2009年2月26日付の「エコノミスト」（The Economist）紙は、出版から52年経過した『肩をすくめるアトラス』が、同年（2009年）1月13日のAmazon.comベストセラー書籍ランキングの第33位にランクインしたことを報告する記事を掲載した。同記事によると『肩をすくめるアトラス』の売上は、経済政策の発表直後に跳ね上がっていた。2009年4月2日には、『肩をすくめるアトラス』がAmazonの「フィクションおよび文学」（Fiction and Literature）カテゴリーで1位、総合ランキングで15位になった。2009年の総販売部数は50万部を超え、2011年には44万5千部が売れた。

### 同時代のレビュー
『肩をすくめるアトラス』は大衆の人気を博したものの、批評家たちからは概して嫌悪された。ランド研究者のミミ・リーセル・グラッドスタイン (Mimi Reisel Gladstein)がのちに書いたところによれば、本作品が発刊されたとき、「レビューアーたちは、まるで酷評の巧みさを競い合うかのようだった」。あるレビューアーは本作品を「忌むべきはったり」と呼び、別のレビューアーは本作品が「無慈悲な弱い者いじめと冗長さ」を示していると述べた。作家ゴア・ヴィダル (Gore Vidal) は、本作品に示された思想を「その不道徳性においてほぼ完璧」と評した。ヘレン・ビール・ウッドワードは、「サタデー・レビュー」（Saturday Review）誌で、本小説は「目もくらむほどの妙技」で書かれているが「憎悪に貫かれている」と述べた。グランヴィル・ヒックス（Granville Hicks）も、「ニューヨーク・タイムズ」（The New York Times）のブック・レビュー欄で、この小説が「憎悪によって書かれている」と述べた。「タイム」（Time）誌のレビューアーは「これは小説か？　悪夢か？　それともスーパーマンか？― 漫画の？、もしくはニーチェ信奉者の？」と問うた。ホイタッカー・チェンバース（Whittaker Chambers）は「ナショナル・レビュー」（National Review）誌で、『肩をすくめるアトラス』を「こましゃくれ」で「とてつもなく愚かしい」と評し、「小説という言葉の価値を切り下げなければ小説と呼べない」と述べた。チェンバースは本作品で無神論が暗に是認されている点を攻撃し、「ランド主義者はマルクス主義者同様、神無き世界の中心に立たされる」と述べた。またチェンバースは、本作品に含まれるメッセージは「ヒットラーの国家社会主義やスターリン的な共産主義」と同様の「ガス室へ行け！」だとも述べた。
こうした否定的なレビューに反論したランド信奉者もいた。たとえばアラン・グリーンスパン（Alan Greenspan）は、「ニューヨーク・タイムズ」（The New York Times）のブック・レビュー欄に、「この作品は憎悪によって書かれている」というヒックス（Granville Hicks）の主張に反論して、「〔前略〕『肩をすくめるアトラス』は生命と幸福の祝福である。正義は貫徹される。創造的な個人は一貫した目的と合理性をもって歓びと充足を達成し、絶えず目的と理性を回避する寄生者は滅びるべくして滅びる」と投稿した。グリーンスパンは、本作品が出版される3年以上前に、本作品の原稿をランドのサロンで読んでいた。レナード・ピーコフ（Leonard Peikoff）は、「ナショナル・レビュー」（National Review）誌への公開されなかった書簡で「チェンバース氏は元共産主義者である。彼は『肩をすくめるアトラス』を共産主義者の最良の伝統に従って攻撃している。すなわち、虚偽、中傷、卑劣な誤伝によって。チェンバース氏は自身の政治的見解のいくつかを変更したかもしれないが、自身が所属していた党の知的分析および評価の方法は変更していない」と述べた。
肯定的なレビューもいくつか存在した。リチャード・マクラフリン（Richard McLaughlin）は、雑誌「アメリカン・マーキュリー」（The American Mercury）で本作品を不必要に長いと批判しつつも、福祉国家に対する「久しく待望されていた」議論と評し、「エキサイティングでサスペンスに満ちたプロット」を持つと評価した。彼は本作品と反奴隷制小説『アンクル・トムの小屋』（Uncle Tom's Cabin）との類似性を指摘しながら、「熟練した論客は、政治的影響を持つために洗練された文芸スタイルを必要としたりはしない」と述べた。ジャーナリストで書評家のジョン・チェンバレン（John Chamberlain）は、「ニューヨーク・ヘラルド・トリビューン」（The New York Herald Tribune）紙で、『肩をすめるアトラス』はサイエンス・フィクションとしても、「哲学的推理小説」としても、「深遠な政治的寓話」としても楽しめる多層的な作品であると述べた。著名な美学哲学者のジョン・ホスパーズは、本作品の出版20週年を記念して書かれたトリビュートで、本作品を「不滅を保証された至高の業績」と称賛した。

### 影響と遺産
『肩をすくめるアトラス』は、熱烈で献身的なファン層を長年にわたって築き続けている。アイン・ランド協会(Ayn Rand Institute) は、高校の生徒たちに『肩をすくめるアトラス』を含むアイン・ランドの作品を毎年40万冊を寄贈している。1991年、アメリカ議会図書館と米国最大の書籍通販組織「ブック・オブ・ザ・マンス・クラブ」(the Book-of-the-Month Club)が同クラブの会員5千人に「人生で最も影響を受けた本」を尋ねる調査を実施したところ、『肩をすくめるアトラス』は、聖書に次いで2番目に多い票を集めた。なお第3位はＭ・スコット・ペックの『愛と心理療法』（The Road Less Traveled）であり、「1位と2位以下の間には大きな差があった」。モダンライブラリーが1998年に非学術的なオンライン投票で決めた「アメリカの一般読者が選んだ20世紀の小説ベスト100」で、『肩をすくめるアトラス』は第1位になった。ただし著者および学者で構成されるモダンライブラリー委員会が選んだリストに、同書は含まれなかった。
ランドは現代リバタリアンに大きな影響を与え続けている。リバタリアン雜誌の一つ、「リーズン：自由な精神、自由な市場」（Reason: Free Minds, Free Markets）の誌名は、アイン・ランドの言葉「自由な思考と自由な市場は同義である」から取られている。1983年、「リバタリアン・フューチャリスト・ソサイアティ」（Libertarian Futurist Society）は、本作品に第1回目の「殿堂賞」（Hall of Fame Award）を授与した。1997年、リバタリアンの「ケイトー研究所」（Cato Institute）は、オブジェクティビズム支持者の団体「アトラス・ソサイアティ」（Atlas Society）と合同会議を開催し、『肩をすくめるアトラス』の出版40週年を祝った。このイベントで、「リーダーズ・ダイジェスト」（Reader's Digest）誌のハワード・ディックマン（Howard Dickman）は、本作品が「数百万人の読者を自由の観念に目覚めさせた」と述べ、「幸福になる根源的権利」という重要なメッセージを読者に伝えたと語った。
ランドが本書を最初に捧げた人物であり、かつてランドのビジネス・パートナーであり愛人でもあったナサニエル・ブランデン（Nathaniel Branden）は、『肩をすくめるアトラス』に対する見解を変化させている。当初彼は、本書に対して非常に好意的であった。彼とバーバラ・ブランデン（Barbara Branden）が1962年に書いた『アイン・ランドって誰？』（Who Is Ayn Rand?）という本の中で、彼は本書を称賛している。彼とランドが1968年に絶交した後、彼とバーバラ・ブランデンは以前の著書を否定した:12。しかし1971年、「リーズン」（Reason）誌のインタビューで彼は、いくつかの批判を挙げたものの、「しかし、この作品に異議を唱えられる点がいくつかあるからといって、それがどうしたと言うのだ？　私の判断では、『肩をすくめるアトラス』はかつて書かれた中で最も偉大な小説だ。そういう評価でいいじゃないか」と結論付けた:17。しかし、ランドが死んで2年が経過した1984年には、彼は『肩をすくめるアトラス』が「感情的抑圧と自己否認を助長した」と主張し、ランドの作品が矛盾したメッセージを含んでいると述べた。彼は、本作品の登場人物たちが「思想的なお説教を垂れることなしに素朴な、人間的なレベルの話をすることがほとんどない」と主張した。また、本作品の主人公ジョン・ゴールトが悪事に「軽蔑と道徳的糾弾」をもって応えることを勧めていることに対し、心理学者たちの見解では、こうした反応は悪事の反復を引き起こすだけであると非難した。
オーストリア学派の経済学者、ルートヴィヒ・フォン・ミーゼスは、ランドの作品に堂々たるエリート主義を認め、称賛した。彼は本作品の出版から数カ月後にランドに送った手紙の中で、「『肩をすくめるアトラス』は、単なる小説ではありません。この作品は小説であると同時に（ひょっとするとまず第一に）、私たちの社会を蝕む害悪の説得力ある分析であり、現代の自称「知識人」たちのイデオロギーに対する証拠立てられた反駁であり、政府や諸政党が採用しているポリシーの不誠実さの完膚なきまでの暴露なのです。〔中略〕勇敢にもあなたは、大衆に向かって『あなた方は劣っているのであり、あなた方が単純にも当然視している生活条件の向上は、すべてあなた方より優れた人物たちの努力のおかげなのです』と教えた。大衆にこんなことを教えた政治家はいません」と断言している。
本作品が出版された直後から数年にわたり、ウィリアム・F.バックリー・ジュニア（William F. Buckley, Jr.）をはじめとする多くのアメリカの保守主義者が、ランドと彼女のメッセージを強く非難した。バックリーは自身が創設した「ナショナル・レビュー」（National Review）誌に、本作品に対する多数の批判的論評を寄稿させた。たとえばウィテカー・チェンバース (Whittaker Chambers)は非常に批判的なレビューを寄稿し、ラッセル・カーク（Russell Kirk）はオブジェクティビズムを「反転した宗教」と呼び、フランク・マイヤー（Frank Meyer）はランドの「計算された残酷さ」とメッセージを非難し、「人間が人間以下の不毛な存在として描かれている」と述べ、 ゲリー・ウィルズ（Garry Wills）はランドを「狂信的」と評した。しかし2000年代後半になると、保守派のコメンテイターたちが、金融危機に対する社会主義的反応に対する警告として本作品に言及するようになった。たとえばニール・ボーツ（Neal Boortz）、グレン・ベック（Glenn Beck）、ラッシュ・リンボー（Rush Limbaugh）は、自分のラジオ番組やテレビ番組で本作品を高く評価した。2006年、米国最高裁判事のクラレンス・トーマス（Clarence Thomas）は、好きな小説の1冊に『肩をすくめるアトラス』を挙げた。米国共和党議員のジョン・キャンベル（John Campbell）は、2009年1月9日付の「ウォール・ストリート・ジャーナル」（The Wall Street Journal）紙に掲載されたステファン・ムーア（Stephen Moore）による「『肩をすくめるアトラス』、52年目にしてフィクションから事実へ」（Atlas Shrugged From Fiction to Fact in 52 Years）という記事を真似て、「人々は、この小説のシナリオに沿って生きているかのように感じ始めています。〔中略〕私たちは『肩をすくめるアトラス』の世界に生きているのです」等の発言をしている。
2005年、米国共和党議員のポール・ライアン（Paul Ryan）は、ランドが「自分が公職の道に進んだ理由」であったと述べ、後に自分のスタッフたちに『肩をすくめるアトラス』を読むことを求めた。しかし2012年4月には、彼はこうした話は「都市伝説」であるとして否認し、ランドの思想を拒絶した 。その後ライアンは、ノーベル経済学賞を受賞した経済学者でコメンテーターのポール・クルーグマン（Paul Krugman）から、金融政策のアイデアを『肩をすくめるアトラス』から得ていると言われているとからかわれた。別の記事でクルーグマンは、作家ジョン・ロジャース（John Rogers）の「本の虫になっている14歳の人生を変え得る小説が2つある。『指輪物語』（The Lord of the Rings）と『肩をすくめるアトラス』だ。一方は子どもじみたファンタジーで、しばしば信じ難い英雄たちへの生涯続く妄執を生み、これにとらわれると、感情の発育が阻害され、現実世界と交渉できない、社会的不具の成人になりやすい。もう一方には、もちろんオークが出てくる」という揶揄を引用した。
2007年に批判的歓呼で迎えられたコンピュータゲーム、バイオショック（BioShock）は、『肩をすくめるアトラス』の脱構築と見なされることが多い。このゲームは、オブジェクティビズムに基づく社会がその後どのように崩壊するかを学べるストーリーになっている。アトラス（Atlas）やアンドリュー・ライアン（Andrew Ryan、アイン・ランドのもじり）などの主要登場人物たちの名前は、ランドの作品にちなんで付けられている。このゲームのクリエーターであるケン・リーバイン（Ken Levine）は、バイオショックへの『肩をすくめるアトラス』の影響について尋ねられ、「僕は役に立ちもしないリベラル・アーツの学位を持ってるから、アイン・ランドだとかジョージ・オーウェルだとか、20世紀のいろいろなユートピア小説やディストピア小説を読んだし、そのどれもが魅力的だった」と答えている。
『肩をすくめるアトラス』への言及は、その他さまざまな大衆娯楽作品に登場する。テレビドラマシリーズ「マッドメン」（Mad Men）のシーズン1では、主人公のドン・ドレイパー（Don Draper、スターリング・クーパー広告代理店の敏腕クリエイティブ・ディレクター）に対して、バートラム・クーパー（Bertram Cooper、スターリング・クーパー広告代理店の創設者であり共同経営者）が『肩をすくめるアトラス』を読むように勧めるシーンがある。その後ドンがクライアントへのプレゼンテーションで「みなさんが私のハードワークを評価されないのであれば、私は自分のハードワークを取り下げ、みなさんがどうされるのか拝見します」と言ってのけるシーンは、彼が『肩をすくめるアトラス』のストライキの筋書きに影響されたことを示唆している。それほど肯定的ではない登場の仕方としては、コメディー・アニメ「フューチュラマ」（Futurama）の中で、下水道に住むグロテスクなミュータントにでも読ませておくべき本として下水に流された本の中に本書が登場した例や、社会風刺アニメ「サウスパーク」（South Park）の中で、ようやく文字が読めるようになったばかりの人物が「『肩をすくめるアトラス』を読んで読書自体を断念した」と発言する例などがある。
2013年には、リバタリアニズムを信奉する人々のための共同定住地が、チリの首都サンティアゴのそばに設立されることが発表された。この共同定住地は、『肩をすくめるアトラス』に登場するジョン・ゴールトの安息の地にならって、「ゴールト峡谷」と名付けられた。その後この共同定住地は、内部の権力闘争、官僚主義、創設者たちに対する詐欺の告訴などによって崩壊した。また、マサチューセッツ工科大学では「MITミステリーハント」というパズルゲームのイベントが年に1回開催されており、同年でとあるチームが本文をまるごとチーム名に使用し勝利、アトラスをアリスに変更したチーム名で2014年のハントを行った。

## 映画化およびテレビ化
『肩をすくめるアトラス』の映画化は40年近い「開発地獄」の歴史であった。1972年、映画プロデューサーのアルバート・S・ラディー（Albert S. Ruddy）がランドに『肩をすくめるアトラス』の映画化を持ちかけた。ランドは最終脚本に対する承認権を求めたが、ラディーはこれを拒否し、交渉は流れた。1978年、ヘンリー・ジャフィ（Henry Jaffe）とマイケル・ジャフィ（Michael Jaffe）が、『肩をすくめるアトラス』を8時間のミニ連続テレビドラマにしてNBCで放映する構想を持ちかけた。マイケル・ジャフィは、本作品のテレビドラマ化のために映画脚本家のスターリング・シリファント（Stirling Silliphant）を雇い、ランドから最終脚本の承認権を取得した。しかし、1979年にフレッド・シルバーマン（Fred Silverman）がNBCの社長に就任すると、このプロジェクトは破棄された。
かつてハリウッドの映画脚本家だったランドは、自ら本作品のミニ連続テレビドラマ脚本を書き始めたが、1982年、脚本の3分の1が完成したところで死去した。ランドは『肩をすくめるアトラス』の映画化権を含む遺産を、弟子のレナード・ピーコフ (Leonard Peikoff) に相続した。ピーコフは、本作品の映画化権をマイケル・ジャフィ（Michael Jaffe）とエド・スナイダー（Ed Snider）に売却した。ピーコフは彼らが書いた脚本を承認せず、この取引は流れた。1992年、ジョン・アグラロロ（John Aglialoro）が本作品の映画化権を、完全なクリエイティブ・コントロール権を含めて100万ドルを超える価格で購入した。
1999年、ラディー（Ruddy）がアグラロロのスポンサーシップの下、ターナー・ネットワーク・テレビジョン（Turner Network Television）と、『肩をすくめるアトラス』を4時間のミニ連続テレビドラマにする交渉に入った。しかしこのプロジェクトは、AOLとタイム・ワーナーの合併後、廃棄された。ターナー・ネットワーク・テレビジョンとの交渉が廃棄された後、ハワード・ボールドウィン（Howard Baldwin）とカレン・ボールドウィン（Karen Baldwin）は、フィリップ・アンシュッツ（Philip Anschutz）の映画会社「クルセイダー・エンターテイメント」（Crusader Entertainment）の経営権を取得した。2004年、ボールドウィンは「クルセイダー・エンターテイメント」を去り、新たに設立した「ボールドウィン・エンターテイメント・グループ」（Baldwin Entertainment Group）に『肩をすくめるアトラス』の映画化権を移転した。映画制作・配給会社「ライオンズゲート・エンターテイメント」（Lions Gate Entertainment）のマイケル・バーンズ（Michael Burns）は、『肩をすめるアトラス』映画化の資金拠出と配給をボールドウィンに持ちかけた。脚本の草稿がジェームズ・V・ハート（James V. Hart）によって書かれ、ランダル・ウォレス（Randall Wallace）によってリライトされたが、この脚本では制作されなかった。
アグラロロが購入した『肩をすくめるアトラス』の映画化権は、2010年6月15日に期限が切れることになっていた。権利が切れる前に撮影を開始するため、ブライアン・パトリック・オトゥール（Brian Patrick O'Toole）とアグラロロは、2010年5月に脚本を書き上げた。ステファン・ポルク（Stephen Polk）が監督を引き受けたが、解雇され、監督ポール・ヨハンセン（Paul Johansson）、制作ハーモン・カスロウ（Harmon Kaslow）およびアグラロロで、2010年6月13日に撮影が開始された。これにより、アグラロロの映画化権は維持された。撮影は2010年7月20日に完了し、2011年4月15日に公開された。ダグニー・タッガートはテイラー・シリング（Taylor Schilling）が演じ、ハンク・リアーデンは グラント・バウラー（Grant Bowler）が演じた。
公開された映画「Atlas Shrugged: Part I」は、プロの評論家からは全般的に否定的な評価を受けた。映画情報ウェブサイト「Rotten Tomatoes」では、肯定的レビューは11%だった。総興行収入は5百万ドルを下回った。DVDおよびBlu-rayの販売売上は5百万ドルになったが、興行収入と合計しても予算2千万ドルの約半分であった。プロデューサー兼脚本のアグラロロは、興行成績がふるわなかった責任を評論家たちに押し付け、ストライキに入ることを示唆したが、最終的に3部作の残り2部作も完成させた。
2012年2月2日には、カスローとアグラロロが、「Atlas Shrugged: Part II」の制作資金調達が完了し2012年4月に撮影を開始する運びになったと発表した。。映画「Atlas Shrugged: Part II」は2012年10月12日に公開された。映画興行成績分析サイト「Box Office Mojo」によれば、「Atlas Shrugged: Part II」の公開時興行成績は、かつて全米公開された映画の中で、下から数えて98番目であった。「Rotten Tomatoes」では、21本のレビューのうち肯定的レビューは5%だった。
2014年9月12日には第3部「Atlas Shrugged: Part III」が公開された。封切劇場は242箇所、公開後最初の週末の興行収入は461,197ドルだった。映画「Atlas Shrugged: Part III」は評論家たちからは酷評され、映画情報ウェブサイト「Rotten Tomatoes」ではレビュアー10名のうち肯定的レビューが0%だった。

## 日本語訳
- 脇坂あゆみ訳　ビジネス社　2004年　 ISBN 978-4828411491
  - 改訳文庫版（全3巻）　アトランティス　第一部（矛盾律）　2014年 ISBN 978-4908222016 、第二部（二者択一）　2014年 ISBN 978-4908222023 、第三部（AはAである）　2015年 ISBN 978-4908222030